# Târnava (Fluss)
Der Fluss Târnava (deutsch Kokel, ungarisch Küküllő, siebenbürgisch-sächsisch Keakel oder Kakel) ist mit 246 Kilometern der längste Nebenfluss des Mureș (Mieresch). Im Siebenbürgischen Becken im Kokeltal wird die Târnava von den Flüssen Târnava Mare (Große Kokel) und Târnava Mică (Kleine Kokel) gespeist, und bei Blaj (Blasendorf) zusammenfließen. Die Târnava mündet nach 23 Kilometern bei Mihalț in den Mureș. Zu den bedeutendsten Städten an der Kokel gehört Mediaș (Mediasch).